# Norbert Lang (Soziologe)

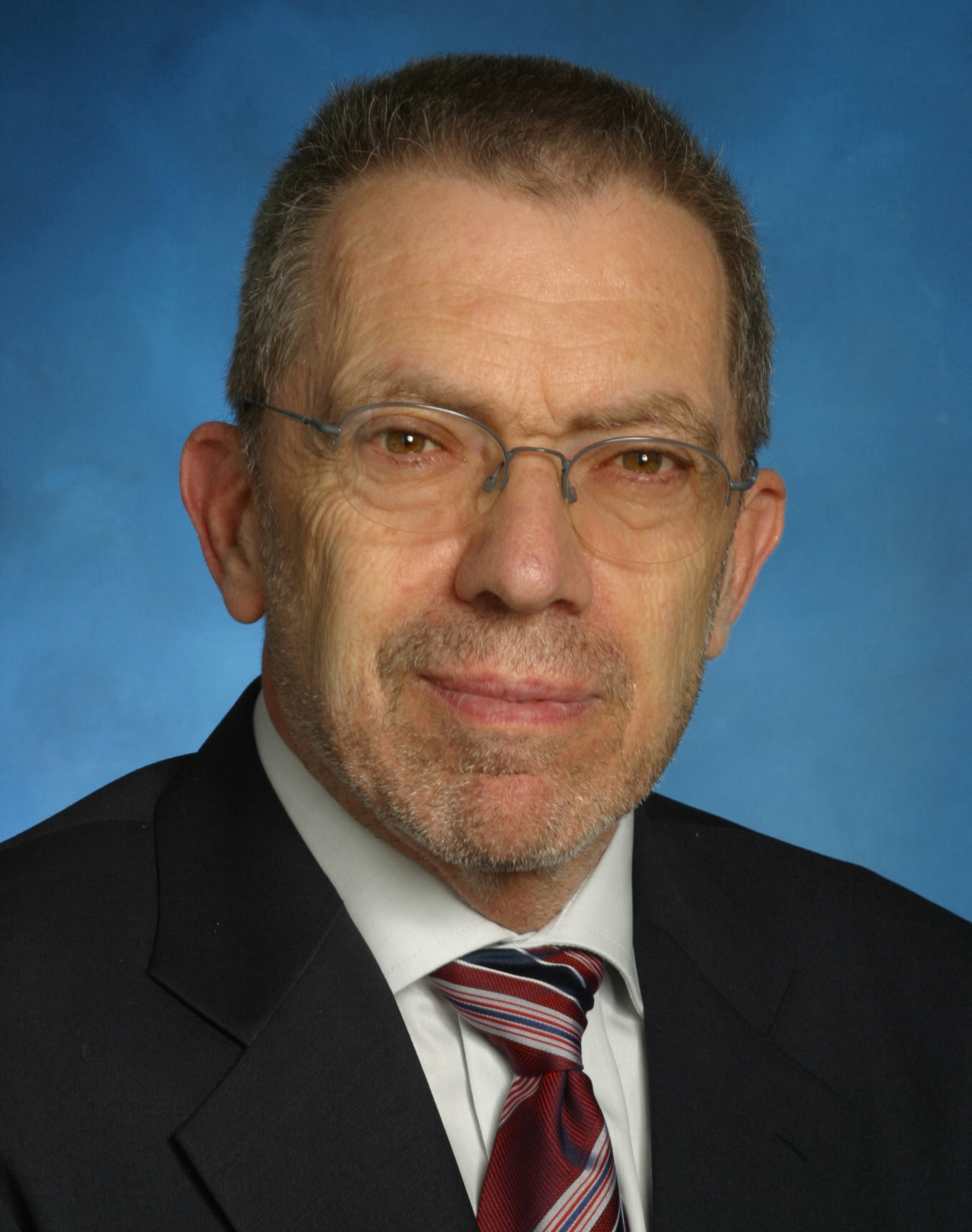
Norbert Lang

Norbert Lang (* 19. Dezember 1942 in Ellwangen (Jagst)) ist ein deutscher Soziologe und Kommunikationswissenschaftler; seit 2008 Professor emeritus für Soziologie der Leuphana Universität Lüneburg.

## Frühes Leben und Studium
Lang ist das zweitälteste Kind von Josef Lang und Josefine, geb. Oesterle. Er wuchs mit zwei Brüdern und einer Schwester in Ellwangen auf. Von 1953 bis 1957 besuchte er den humanistischen Zug des Peutinger-Gymnasiums Ellwangen, absolvierte anschließend eine kaufmännische Ausbildung in Aalen und legte 1966 das Abitur am Wirtschaftsgymnasium in Schwäbisch Gmünd ab. Bis zum Beginn des Studiums war er ehrenamtlich in der regionalen Jugendarbeit engagiert und Mittelstreckenläufer (DJK-SG Ellwangen). Er ist verheiratet mit Angelika, geb. Schmid. Sie haben eine Tochter und einen Sohn.
Von 1966 bis 1967 studierte er an der Ruhr-Universität Bochum Wirtschafts- und Sozialwissenschaft, von 1967 bis 1968 an der Eberhard Karls Universität Tübingen Soziologie, Politikwissenschaft und Philosophie und ab 1969 an der Universität Konstanz Soziologie, Politikwissenschaft und Erziehungswissenschaft. Im März 1971 legte er an der Universität Konstanz das M.A.-Examen in Soziologe, Politik- und Verwaltungswissenschaft sowie Erziehungswissenschaft ab. Nach einem postgradualen Studium der Sozialpsychologie an der Universität Konstanz und dem Staatsexamen für Grund- und Hauptschullehramt 1974 an der Pädagogischen Hochschule Weingarten wurde er 1976 an der Universität Konstanz zum Dr. rer. soc. promoviert. Gutachter: Kurt Lüscher, Erhard Roy Wiehn, Helmut Fend. Titel der Dissertation: „Lehrer und Fernsehen. Überlegungen und Untersuchungen zur Rolle der öffentlichen Erziehung im Prozess der Massenkommunikation. Dargestellt am Beispiel Fernsehen“.

## Akademischer Werdegang
Von 1969 bis 1973 war Lang wissenschaftlicher Angestellter am Lehrstuhl für Soziologie und am Lehrstuhl für Erziehungswissenschaft der Universität Konstanz, im Zentrum für Bildungsforschung, zur Evaluierung der Studien von Georg Picht („Bildungskatastrophe“) und Ralf Dahrendorf (Bildung ist Bürgerrecht. Plädoyer für eine aktive Bildungspolitik). Von 1973 bis 1978 war er wissenschaftlicher Assistent für Soziologie und Politikwissenschaft an der Pädagogischen Hochschule Weingarten. 1978 wurde er auf eine Professur für Soziologie an der Fachhochschule Lüneburg berufen, von 2005 bis 2008 anschließend an der Universität Leuphana Lüneburg, Fakultät I für Bildungs-, Kultur- und Sozialwissenschaften.
Von 2002 bis 2008 nahm er zudem eine Professur für Kommunikations- und Medienwissenschaft an der HTW in Chur und Zürich wahr. Die Lehr- und Forschungstätigkeiten dort übte er nach der Emeritierung bis 2012 aus. Von 1987 bis 1989 war er Dekan des Fachbereichs Sozialwesen der Fachhochschule Nordostniedersachsen Lüneburg (NON), von 1993 bis 1995 ihr Prorektor. Als Gründungsdekan war er von 1996 bis 1998 für die konzeptionelle Entwicklung und die Organisation des Aufbaustudiengangs „Multimedia Informatik“ am Fachbereich Wirtschaft der Fachhochschule NON verantwortlich. Von 2003 bis 2007 fungierte er als Erasmusbeauftragter der HTW in Chur und Zürich.
Lang ist Mitglied der Deutschen Gesellschaft für Soziologie und der Gesellschaft für Medien in der Wissenschaft.

## Wissenschaft und Forschung
Der soziologische Ansatz von Lang ist interdisziplinär und sowohl empirisch als auch hermeneutisch orientiert sowie auf die Einbeziehung der kulturwissenschaftlichen und geisteswissenschaftlichen Nachbardisziplinen.
Langs Arbeitsschwerpunkt ist die multimodale Kommunikation als Soziales Handeln (Max Weber) in verschiedenen sozialen Rollen, Situationen und Beziehungen. Arbeitsfelder sind insbesondere Erziehungs-, Bildungs- und Jugendsoziologie; soziale Ungleichheit, sozialer Konflikt und gesellschaftlicher Wandel; Information, Kommunikation, sinnhaftes Verstehen/Deuten; neue Medien/Multimedia; computergestütztes Lernen, „Blended Learning“, sowie empirische Sozial- und Evaluationsforschung. In seiner Dissertation beschäftigte er sich mit den Wechselwirkungen von Erziehung und Fernsehen. Bei der CeBIT IT-Messe in Hannover präsentierte er 1992, 1993 und 1994 mit seinem Forschungs- und Entwicklungsteam interaktive und multimediale Informations- und Lernprojekte; u. a. eines der ersten via Touch-Screen navigierbaren IT-Stadt-Informationssysteme (für Lüneburg). Zwischen 1998 und 2002 entwickelte und praktizierte er eine webbasierte hybride Lehr-/Lern-Einheit:  Sozialwissenschaftliches Grundwissen im Web. Für ihn essentiell ist nicht nur die Entwicklung von Konzepten und Maßnahmen, sondern auch deren empirische Evaluation. Forschungs- und Vortragsreisen führten ihn u. a. an die Universität Luzern, Thammasat-Universität Bangkok, University of Canberra, Universität Helsinki, Wienbibliothek im Rathaus.

## Publikationen (Auswahl)
- Norbert Lang (Bearb.): Die Schülerrolle. Erwartungen und Beziehungen. Otto Maier Verlag / EGS Texte, Ravensburg 1976, ISBN 3-473-60319-8.
- Norbert Lang: Lehrer und Fernsehen. Überlegungen und Untersuchungen zur Rolle der öffentlichen Erziehung im Prozess der Massenkommunikation. Dargestellt am Beispiel Fernsehen. Minerva Publikation Saur, München 1978, ISBN 3-597-10012-0.
- Norbert Lang (Hrsg.): Verständigung im Alltag. Formen, Barrieren und Möglichkeiten im sozialen und politischen Handeln. Ehrenwirth Verlag, München 1983, ISBN 3-431-02383-5.
- Norbert Lang: Sozialarbeit in Perspektiven. Perspektiven der Sozialarbeit. Thun Verlag, Frankfurt 1989, ISBN 978-3-8237-0413-3.
- Norbert Lang: Welcome to Cyberspace. Multimedia – neue Dimensionen der Kommunikation. In: Norbert Lang, N. Tschritter (Hrsg.): Marktplatz Internet FH NON.Lüneburg 1996.
- Norbert Lang: Multimedia. In: Werner Faulstich (Hrsg.): Grundwissen Medien. 3. Auflage. S. 296–313. W. Fink/UTB, München 1998, ISBN 978-3-8252-8169-4.
- Norbert Lang: Medienkompetenz in der Informationsgesellschaft. In: M. Ockenfeld, J. Mandrill (Hrsg.): Information und Märkte. S. 275–284. DGD, Frankfurt 1998, ISBN 978-3-925474-37-8.
- Norbert Lang (Hrsg.): Innovationen wagen. Wegweiser für IT-Innovationen in der Medienwirtschaft. IMAC, Konstanz/Berlin 2000, ISBN 3-8311-0048-9.
- Norbert Lang: Lernen in der Informationsgesellschaft. Mediengestütztes Lernen im Zentrum einer neuen Lernkultur. In: Ute Scheffer, Friedrich W. Hesse (Hrsg.): E-Learning. Die Revolution des Lernens gewinnbringend einsetzen. S. 23–43. Klett-Cotta, Stuttgart 2002, ISBN 3-608-94332-3.
- Norbert Lang: Tiere und Tierschutz in den Medien: mediensoziologische und medienethische Überlegungen. In: Helmut Geiger (Hrsg.): Tiere in den Medien. Skandale – Tierschutz – Verantwortung. S. 25–42. Edition Akademie Bad Boll 2003, ISBN 3-936369-07-0.
- Norbert Lang: Multimedia und World Wide Web. In: Werner Faulstich (Hrsg.): Grundwissen Medien. 5. Auflage. S. 303–323 und 433–453. W.Fink/UTB, München 2004, ISBN 978-3-8252-8169-4.
- Norbert Lang, Niklas Lang: Organisationslehre. Repetitorium für Studium und Praxis. Orell Füssli/UTB, Zürich 2010, ISBN 978-3-8252-8427-5.